# La conquista della California

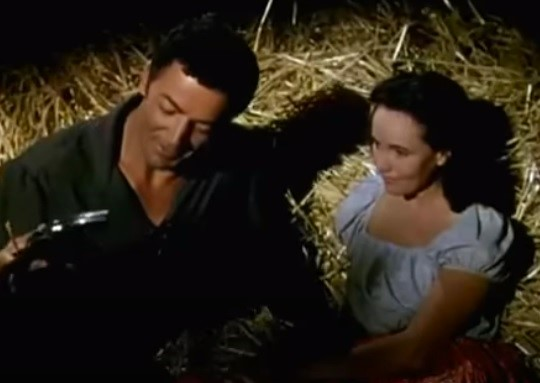

La conquista della California (California Conquest) è un film del 1952 diretto da Lew Landers.
È un western statunitense con Cornel Wilde e Teresa Wright.

## Produzione
Il film, diretto da Lew Landers su una sceneggiatura e un soggetto di Robert E. Kent, fu prodotto da Sam Katzman per la Columbia Pictures tramite la Esskay Pictures e girato a Kennedy Meadows e nel Warner Ranch a Calabasas, in California, dall'11 al 30 giugno 1951. Il titolo di lavorazione fu The Crimson Mask.

## Distribuzione
Il film fu distribuito con il titolo California Conquest negli Stati Uniti nel luglio 1952 al cinema dalla Columbia Pictures.
Altre distribuzioni:
- in Svezia il 1º settembre 1952 (Kaliforniens erövrare)
- in Danimarca il 29 settembre 1952
- in Francia il 9 gennaio 1953 (Californie en flammes)
- in Germania Ovest il 12 gennaio 1953 (Kalifornien in Flammen)
- in Giappone il 15 gennaio 1953
- in Finlandia il 16 gennaio 1953 (Kalifornian valloittajat)
- in Portogallo il 30 giugno 1953 (A Conquista da Califórnia)
- in Austria nell'ottobre del 1953 (Kalifornien in Flammen)
- in Turchia nel febbraio del 1954 (Zafer Bayragi)
- in Germania il 22 marzo 1996 (in TV)
- in Belgio (Californie en flammes)
- in Belgio (Californië in vuur)
- in Brasile (O Fidalgo da Califórnia)
- in Brasile (O Fidalgo da Floresta)
- in Canada (Californie en flammes)
- in Cile (El Hidalgo de California)
- in Spagna (El Hidalgo)
- in Grecia (Ta lytra tis antarsias)
- in Italia (La conquista della California)